# Tailandia en los Juegos Paralímpicos de Atenas 2004
Tailandia estuvo representada en los Juegos Paralímpicos de Atenas 2004 por un total de 43 deportistas, 33 hombres y 10 mujeres.

## Medallistas
El equipo paralímpico tailandés obtuvo las siguientes medallas:
| Nombre                                                    | Deporte                    | Evento                        |
| --------------------------------------------------------- | -------------------------- | ----------------------------- |
| Oro                                                       |                            |                               |
| Supachai Koysub Rawat Tana Pichet Krungget Prawat Wahoram | Atletismo                  | 4 × 100 m T53-54 masculino    |
| Supachai Koysub Rawat Tana Pichet Krungget Prawat Wahoram | Atletismo                  | 4 × 400 m T53-54 masculino    |
| Saysunee Jana                                             | Esgrima en silla de ruedas | Espada individual B femenino  |
| Plata                                                     |                            |                               |
| Prawat Wahoram                                            | Atletismo                  | 10 000 m T54 masculino        |
| Thongsa Marasri                                           | Levantamiento de potencia  | –48 kg masculino              |
| Somchai Doungkaew                                         | Natación                   | 50 m braza SB2 masculino      |
| Somchai Doungkaew                                         | Natación                   | 50 m mariposa S4 masculino    |
| Sakhorn Khanthasit Ratana Techamaneewat                   | Tenis en silla de ruedas   | Dobles femenino               |
| Wasana Karpmaichan                                        | Tiro con arco              | Individual de pie femenino    |
| Bronce                                                    |                            |                               |
| Pichet Krungget                                           | Atletismo                  | 200 m T53 masculino           |
| Rawat Tana                                                | Atletismo                  | 10 000 m T54 masculino        |
| Pattaya Tadtong                                           | Bochas                     | Individual BC1 mixto          |
| Saysunee Jana                                             | Esgrima en silla de ruedas | Florete individual B femenino |
| Panom Lagsanaprim                                         | Natación                   | 100 m braza SB11 masculino    |
| Sanit Songnork                                            | Natación                   | 150 m estilos SM4 masculino   |